# With You (cântec de Chris Brown)
„With You” este un cântec al interpretului Chris Brown. Piesa a fost inclusă pe cel de-al doilea album de studio al artistului, Exclusive și a fost lansat ca cel de-al tresila single al materialului în decembrie, 2007. „With You” s-a bucurat de un succes major, atingând prima poziție în Brazilia, Croația și Noua Zeelandă și obținând clasări de top 10 în majoritatea clasamentelor unde a activat.

## Lista cântecelor

### Disc Single pentruRegatul Unit
1. „With You” [Versiune intițială] - 4:14
2. „With You” [Remix B&B] - 3:47

### Disc Single pentruAustralia
1. „With You” [Versiune intițială] - 4:14
2. „Fallen Angel” - 5:34
3. „With You” [Instrumental] - 4:14
4. „With You” [Videoclip]

### Single digital pentruAustralia
1. „With You” [Versiune intițială] - 4:14
2. „With You” [Remix B&B] - 3:47
3. „With You” [Kardinal Beats Remix] - 3:51
4. „With You” [Remix Tracy Young] - 6:20
5. „With You” [Remix extins] - 5:01

## Prezența în clasamente
„With You” a devenit în scurt timp unul dintre cele mai bine clasate cântece ale lui Chris Brown, din întreaga sa carieră. La doar câteva săptămâni de la intrarea sa în Billboard Hot 100, cântecul a atins poziția secundă, fiind devansat doar de piesele „Low” al interpretului Flo Rida și „Love in This Club” (interpretată de Usher). Cu toate acestea, „With You” a atins poziția maximă în Billboard Hot Airplay, Billboard Pop Airplay și Billboard Rythmic Top 40. Piesa a primit discul de platină în Statele Unite ale Americii, pentru vânzări de peste un milion de exemplare.
La nivel mondial, cântecul a atins poziții de top 10 în Australia, Brazilia, Croația, Irlanda, Noua Zeelandă, Turcia, Regatul Unit și România, obținând 4.339.000 puncte în urma activării în United World Chart.

## Clasamente
| Clasament                 | Poziția maximă | Referință |
| ------------------------- | -------------- | --------- |
| Australian Singles Chart  | 5              | [ 3 ]     |
| Austrian Singles Chart    | 42             | [ 3 ]     |
| Canadian Hot 100          | 2              | [ 3 ]     |
| Chinese Top 20            | 16             | [ 7 ]     |
| Croatian Singles Chart    | 1              | [ 4 ]     |
| Euro 200                  | 11             | [ 8 ]     |
| French Singles Chart      | 11             | [ 3 ]     |
| Germany Singles Chart     | 33             | [ 3 ]     |
| Irish Singles Chart       | 3              | [ 3 ]     |
| New Zealand Singles Chart | 1              | [ 3 ]     |
| Romanian Top 100          | 9              | [ 6 ]     |

| Clasament                            | Poziția maximă | Referință   |
| ------------------------------------ | -------------- | ----------- |
| Swiss Singles Chart                  | 24             | [ 3 ]       |
| Swedish Singles Chart                | 31             | [ 3 ]       |
| Portugal Singles Chart               | 4              | [ 3 ]       |
| Turkey Billboard Singles Chart       | 1              | [ 5 ]       |
| Dutch Singles Chart                  | 56             | [ 3 ]       |
| UK Singles Chart                     | 8              | [ 3 ]       |
| U.S. Billboard Hot 100               | 2              | [ 3 ]       |
| U.S. Billboard Hot R&B/Hip-Hop Songs | 5              | [ 1 ] [ 2 ] |
| U.S. Billboard Pop 100               | 2              | [ 1 ] [ 2 ] |
| U.S. Billboard Rhythmic Top 40       | 1              | [ 1 ] [ 2 ] |
| United World Chart                   | 6              | [ 3 ]       |